# Barkas
Barkas er en østtysk fremstillet varevogn, der blev fremstillet i årene 1962-1991, på VEB Frankenberger Motorenwerke i Karl Marx Stadt (nu Chemnitz)
Barkas efterfulgte FRAMO varevognene, som dermed udgik af produktion. 
Barkas B1000 kunne gennem tiderne leveres med end del forskellige karrosserier, Pickup, kassevogn, bus, kølevogn, eller som rent chassis til opbygning af individuelle karosserier, herunder autotransporter, eller kranvogn. 
Motoren var en trecylindret totaktsmotor på 992 ccm, med en ydelse på 42 HK (senere 46HK) Motoren var den samme som i Wartburg-personbilerne, der igen var baseret på DKW's motor fra 1939. Gearkassen var dog med en lavere udveksling.
I 1988 blev en ny model introduceret, Barkas B1000-1.
Denne var stort set identisk med forgængeren, men havde en 1,3 liters VW Polo-motor i stedet.
Barkas var populær i sit hjemland DDR, og andre østbloklande, herunder Polen, Ungarn og Tjekkoslovakiet, samt på Cuba. Et lille antal blev eksporteret til Finland. 
Et mindre antal er blevet importeret til Danmark. Blandt andet købte Falck i 1963 en Barkas, som blev brugt som ambulance hos Falck i Hørsholm.
Der findes stadig et par B1000 i Danmark,[kilde mangler] men de er formodentligt alle brugt-importeret efter murens fald i 1989.